# Sergio Fernández Luque
Sergio Fernández Luque (Madrid, 31 de octubre de 1976) es un cocinero, hostelero, presentador, escritor de libros de recetas y colaborador de radio español. 
Es el cocinero residente de los sábados en Comer y cantar y tiene una sección semanal en Esto me suena, ambos de RNE 1

## Biografía
Proviene de familia dedicada a la cocina, ya que su abuelo era pastelero y su madre cocinera.
Sergio Fernández, decidió dedicarse al mundo de la cocina donde cursó sus estudios de hostelería, de dirección de empresas y de actividades turísticas en la Escuela Superior de Hostelería y Turismo de Madrid.
Posteriormente se trasladó a Francia para completar sus estudios en la Escuela de Hostelería de Tours, y al finalizar sus estudios obtuvo el diploma en Empresas y Actividades Turísticas, se dedicó a trabajar en los diversos sectores de su profesión, siendo experto en cocina tradicional con toques de modernidad y cocina saludable.
Más tarde pasó a trabajar para Televisión Española en la La 1 como cocinero en el programa Saber Vivir donde realizó más de dos mil programas. 
Posteriormente fue escogido para trabajar como cocinero en otro programa de La 1 de TVE, La mañana de La 1 junto a su presentadora Mariló Montero y la nutricionista Ana Bellón, en la sección Saber Cocinar.
También presentó en La 2 su propio programa de cocina llamado, Cocina con Sergio. 
Sergio Fernández ha escrito artículos en diversas revistas y es autor de diversos libros de cocina con recetas de platos preparados en los programas Saber Vivir y La mañana de La 1.
En 2015 fue galardonado con el premio al "Mejor Cocinero 2015".

## Televisión Española
- (2008 - 2009): Saber Vivir  en La 1
- (2009 - 2014): La mañana de La 1 en La 1
- (2012 - 2016): Cocina con Sergio en La 2
- (2016 - 2017): Tips en La 2
- (2016 - 2022): España Directo en La 1 ,,  2017 Servir y Proteger  , en  La 1

## Libros
- La cocina de Saber Vivir (2006)
- La cocina de Saber Vivir. Para comer de manera sana (2006)
- Los trucos de cocina de Sergio (2008)
- Las mejores recetas de Saber Vivir (2011)
- Saber Cocinar en días de fiesta (2011), junto con Mariló Montero.
- Saber Cocinar: Recetas y trucos de La mañana de la 1 (2011).
- Saber Cocinar postres (2012)
- Saber cocinar. Platos 10 en 10 minutos (2012)
- Cocina con Sergio. Cupcakes (2013)
- Receta a receta (2018)